# Света вода
Света вода е местност в планината Голо бърдо край Перник.
Тя се намира на около половин час път от хижа „Славей“. Местността носи името си от извора, който се намира в нея. От неговата „чешма на щастието“, според предание от 17 век, можели да пият само праведните, а на грешниците „отказвала“.
Мястото е много подходящо за излети, в непосредствена близост до извора са изградени пейки и маси със заслон, барбекю, люлка.